# Hermann Prey
Hermann Oskar Karl Bruno Prey (Berlín, 11 de julio de 1929 – Krailling, Baviera, 22 de julio de 1998) fue un barítono alemán. Es recordado sobre todo por sus interpretaciones de Fígaro - el de Mozart y el de Rossini - durante el tercer cuarto del siglo XX.
Se destacó también como Papageno en La flauta mágica de Mozart y como Eisenstein en Die Fledermaus ("El Murciélago") de Johann Strauss. Fue uno de los grandes intérpretes de canciones alemanas (Lied) junto con su coterráneo Dietrich Fischer-Dieskau.

## Biografía
Hermann Prey nació en Berlín y creció en Alemania. Ya a los diez años cantaba en el Mozartchor de su ciudad natal como soprano. En ese tiempo, se decidió a convertirse en cantante. Como sus padres no contaban con los recursos necesarios para pagar sus estudios, los financió él mismo actuando con una banda de música en clubes nocturnos y bares, así como con ocasionales grabaciones para la RIAS (la radio del sector americano de Berlín).
Estaba por ser llamado a combatir cuando la Segunda Guerra Mundial terminó.  Estudió canto en el Hochschule für Musik en Berlín y ganó el premio de la competición de Fráncfort del Hessischer Rundfunk en 1952. Comenzó a cantar en recitales e hizo su estreno en la ópera el siguiente año en Wiesbaden. Se unió al Staatsoper, donde cantó hasta 1960. Durante sus años pasados en Hamburgo,  también hizo apariciones de invitado frecuente en otras partes, incluyendo el Festival de Salzburgo. Cantó con frecuencia en la Ópera Metropolitana entre 1960 y 1970 e hizo su estreno de Bayreuth en 1965. 
En 1968 debutó en el Teatro Colón de Buenos Aires como Papageno en La Flauta Mágica junto a un elenco estelar integrado por Peter Schreier, Mady Mesplé, Joan Carlyle, Franz Crass y Renate Holm, también cantó en esa temporada el Barbero en La Mujer Silenciosa de R. Strauss y ofreció un concierto dirigido por Ferdinand Leitner.
Aunque a menudo cantó Verdi a inicios de su carrera, más tarde se concentró más en Mozart y Richard Strauss. Aunque Prey fue conocido por representar a Figaro (Mozart y Rossini), también representó otros papeles de Mozart frecuentemente, como Papageno ( La flauta mágica ) y Guglielmo ( Cosí fan tutte ).

## Discografía esencial
- Bach: Mass In B Minor / Richter, Janowitz, Prey, Töpper, Munich Bach Orchestra
- Beethoven: Symphonie No 9 / Abbado, Benackova, Lipovsek
- Brahms: Deutsche Volkslieder / Coburn, Prey, Parsons
- Brahms: Die Schöne Magelone / Hermann Prey
- Brahms: Ein Deutsches Requiem / Maazel, Cotrubas, Prey
- Cornelius: Der Barbier Von Bagdad; Busoni: Arlecchino
- Humperdinck: Hänsel Und Gretel / Fassbaender, Gruberova, Solti
- Humperdinck: Königskinder / Ankersen, Donath
- J. Strauss Jr.: Die Fledermaus / Carlos Kleiber
- Korngold: Die Tote Stadt / Leinsdorf, Neblett, Kollo, Et Al
- Loewe: Balladen / Hermann Prey, Karl Engel
- Loewe: Goethe Songs / Hermann Prey, Michael Endres
- Lortzing: Der Wildschütz / Heger, Wunderlich, Prey
- Lortzing: Der Waffenschmied / Bohme, Prey, Lehan
- Mahler:Lieder eines fahrenden Gesellen - Sanderling
- Mahler: Kindertotenlieder - Haitink
- Mahler: Symphony no 8 - Bernstein
- Mahler: Symphony no 8 - Haitink
- Mahler: Symphony No 8 / Mitropoulos, Coertse, Zadek
- Marschner: Hans Heiling / Keilberth, Prey, Kirschstein
- Mozart: Cosi Fan Tutte / Karl Böhm
- Mozart: Così Fan Tutte / Jochum, Seefried, Prey, Et Al
- Mozart: Le Nozze Di Figaro / Böhm, Janowitz, Prey, Fischer-dieskau
- Mozart: Die Zauberflöte / Sir Georg Solti
- Mozart: Le Nozze Di Figaro / Böhm, Freni, Prey
- Nessler: Der Trompeter Von Sackingen / Froschauer, Prey, Etc
- Pfitzner, R. Strauss: Lieder / Hermann Prey, Sawallisch
- Pfitzner: Palestrina / Kubelik, Gedda, Fischer-Dieskau
- Puccini: Messa Di Gloria / Scimone, Carreras, Prey
- R. Strauss: Ariadne Auf Naxos / Karajan, Schwarzkopf, Et Al
- R. Strauss: Ariadne Auf Naxos Op. 60 / Kempe, Janowitz, King, Geszty, Schreier
- R.Strauss: 20 Lieder / Hermann Prey, Wolfgang Sawallisch
- R.Strauss: Capriccio / Böhm, Janowitz, Schreier, Augér, Et Al
- Rossini: Der Barbier Von Sevilla / Suitner, Schreier, Et Al
- Rossini: Il Barbiere Di Siviglia / Abbado, Prey, Et Al
- Rossini: Il Barbiere Di Siviglia / Wunderlich, Prey, Keilberth
- Rossini: Il Barbieri Di Siviglia / Abbado, Prey, Berganza, Alva
- Schubert: Alfonso Und Estrella / Suitner, Fischer-dieskau
- Schubert, Schumann: Lieder / Hermann Prey, Karl Engel
- Schubert: Schwanengesang / Hermann Prey
- Schubert: Lazarus / Gabriel Chmura, Mathis, Hollweg
- Schubert: Song Cycles / Hermann Prey
- Schubert: Winterreise - Leonard Hokanson
- Schubert: WInterreise - Helmut Deutsch
- Strauss Jr, Johann: Die Fledermaus / Domingo, Te Kanawa, Prey, Et Al
- Verdi: La Traviata / Patané, Bavarian State Opera
- Wagner: Das Liebesverbot / Sawallisch, Hass, Coburn, Et Al
- Wagner: Die Meistersinger Von Nürnberg / Weikl, Jerusalem, Stein
- Wagner: Tannhäuser (Bayreuth 1966) / Talvela, Rysanek, Et Al
- Weber: Der Freischutz J 277 / Keilberth, Prey, Grummer, Otto, Kohn, Schock, Berlin Po, Et Al
- Weinberger: Schwanda The Bagpiper / Popp, Prey, Wallberg

## Literatura
- Hannelore Seibert: Hermann Prey : eine Diskographie. Hieber, München 1980.
- Hermann Prey ; Robert D. Abraham (Hrsg.): Premierenfieber. München 1981. ISBN 3-463-00821-1.
- Entrevista en español